# Eduard Adler
Eduard Adler (* 30. April 1861 in Berlin; † 2. Februar 1938 in Berlin) war ein deutscher Journalist und Kommunalpolitiker (SPD).

## Leben
Eduard Adler stammt aus einer bürgerlichen Familie mit jüdischer Herkunft. Er besuchte das Luisenstädtische Gymnasium in Berlin und begann nach dem Militärdienst zu studieren. Während seines Studiums wurde er 1885 Mitglied der Burschenschaft Jung-Deutschland auf dem Kurfürstenkeller. In seinem Studium richtete sich sein Interesse zunächst auf die Fächer Naturwissenschaften, Philosophie, Neuere Sprachen, Statistik, Nationalökonomie und Rechtswissenschaft. Seine Neigung änderte sich. Nach seinem Studium wurde er Journalist. Im Jahre 1900 kam er nach Kiel wurde Redakteur und später Chefredakteur bei der Schleswig-Holsteinischen Volkszeitung. Er suchte in Kiel Anschluss an die Arbeiter-Turnbewegung und übernahm 1902 als Oberturnwart die technische Leitung der "Freien Turnerschaft an der Kieler Förde". Von 1904 bis 1919 war er Stadtverordneter für die SPD in Kiel. Auf seine Initiative hin wurde an der Eckernförder Straße ein städtischer Sport- und Spielplatz errichtet. Im Jahr 1920 wurde Adler zunächst kommissarisch Landrat von Eckernförde. Nach der Wahl am 1. Oktober 1921 wurde er im Amt bestätigt. Aus diesem Amt schied er im Jahr 1926 aus. Er zog nach Berlin. Seine Wohnadresse ist bis zum Jahr 1936 noch bekannt. Der weitere Verbleib ist bisher nicht zu ermitteln. Seine großen Verdienste um die Bildung und Erhaltung der "Freien Turnerschaft an der Kieler Förde" führten dazu, dass 1949 bei der Wiedergründung des Vereins der Name "Freie Turnerschaft Adler von 1893 e. V." gewählt wurde.
Im Kieler Marineviertel erinnert die Eduard-Adler-Straße an den ehemaligen Journalisten und Politiker.